# Stazione di San Giorgio Cavalli di Bronzo
Stazione di San Giorgio Cavalli di Bronzo vasútállomás Olaszországban, San Giorgio a Cremano településen.

## Vasútvonalak
Az állomást az alábbi vasútvonalak érintik:
- Napoli-Pompei-Poggiomarino-vasútvonal

## Kapcsolódó állomások
A vasútállomáshoz az alábbi állomások vannak a legközelebb:
- Stazione di San Giorgio a Cremano (Stazione di Napoli Porta Nolana, Napoli-Pompei-Poggiomarino-vasútvonal)
- Stazione di Portici Bellavista (Stazione di Poggiomarino, Napoli-Pompei-Poggiomarino-vasútvonal)